# National Religious Broadcasters
Die National Religious Broadcasters (NRB) sind eine Vereinigung US-amerikanischer evangelikaler Medienschaffender.
Die NRB entwickelten sich ab dem Jahr 1943 zunächst als Unterorganisation der National Association of Evangelicals (NAE), bevor sie sich schließlich 1944 zu einer eigenständigen Organisation formten. Sie wurde zu einem Zeitpunkt gegründet, als prominente evangelikale Pastoren von den landesweiten Radioprogrammen verbannt wurden, weil werbetreibende Großunternehmen die biblische Lehre zu kontrovers fanden. Die NRB setzen sich für die Wahrung gesetzlicher, politischer und beruflicher Rechte evangelikaler Medienschaffender ein.
Die Federal Communications Commission hob um das Jahr 1970 verschiedene Reglementierungen auf. Dies ermöglichte es auch evangelikalen Organisationen und Personen, eigene Hörfunkprogramme auszustrahlen. Dadurch gewann die NRB zunehmend an politischer Bedeutung und Einflussnahme.
Jährlich finden Treffen des NRB in Washington statt. Zu den Gästen gehörten unter anderen die US-Präsidenten Jimmy Carter, Ronald Reagan und George W. Bush. Als Indiz für die politische Bedeutung gilt die Rede von Ronald Reagan vor der Versammlung der NRB, in der er die damalige Sowjetunion als evil empire („Reich des Bösen“) bezeichnete. Die Mitglieder des NRB werden als mehrheitlich konservativ eingestuft, die Meinungen und Ansichten der Religiösen Rechten vertretend.

## Mitglieder
Auswahl bedeutender Medienfirmen und Networks
- Salem Media Group, besitzt und betreibt hunderte Radiostationen in den USA
- Trans World Radio, weltweit tätige evangelikale Radio-Mission, Deutschsprachige Ableger sind ERF Medien Deutschland, ERF Schweiz und ERF Österreich.
- World Vision, weltweite christliche Hilfsorganisation